# Liste der Naturdenkmale in Fröhnd
| Naturdenkmale | Anzahl |
| ------------- | ------ |
| FND           | 0      |
| END           | 2      |
| Gesamt        | 2      |

Die Liste der Naturdenkmale in Fröhnd nennt die verordneten Naturdenkmale (ND) der im baden-württembergischen Landkreis Lörrach liegenden Gemeinde Fröhnd. In Fröhnd gibt es insgesamt zwei als Naturdenkmal geschützte Objekte, keines ist ein flächenhaftes Naturdenkmal (FND), beide sind Einzelgebilde-Naturdenkmale (END).
Stand: 31. Oktober 2016.

## Einzelgebilde (END)
| Name                     | Bild | Kennung     | Einzelheiten | Position | Fläche Hektar | Datum         |
| ------------------------ | ---- | ----------- | ------------ | -------- | ------------- | ------------- |
| 1 Fichte „Kammfichte“    | BW   | 83360250002 | Fröhnd       | ⊙        | 0,0           | 13. Juli 1987 |
| 4 Tannen Wolfsacker      | BW   | 83360250001 | Fröhnd       | ⊙        | 0,0           | 13. Juli 1987 |
| Legende für Naturdenkmal |      |             |              |          |               |               |